# Dylan Dog
Cet article concerne le personnage de bandes dessinées. Pour le film, voir Dylan Dog (film).
Dylan Dog est un personnage de bandes dessinées italiennes (italien : fumetti) qui donne son nom à une série d'albums qui paraissent mensuellement depuis octobre 1986. C'est un détective privé britannique dont les enquêtes portent exclusivement sur des cas qui touchent au surnaturel et à l'horreur.

## Naissance du personnage
Dylan Dog naît en octobre 1986. Son créateur est l'écrivain Tiziano Sclavi. Il s'agit de la première série d'horreur publiée par la maison d'édition de fumetti (bandes dessinées italiennes) milanaise Sergio Bonelli Editore; le succès obtenu par ce personnage a été stupéfiant, aussi bien au niveau de la critique qu'à celui du public, jusqu'à arriver à un million d'exemplaires vendus par mois. Chaque mois, un nouveau numéro de la série est publié ainsi que deux rééditions différentes, sans compter des numéros spéciaux annuels ou apériodiques. Certains numéros de la série ont été traduits en français, sans toutefois rencontrer un succès comparable à celui qui avait été obtenu en Italie.

## Qui est-ce?
Dylan a les traits de l'acteur anglais Rupert Everett. C'est un ex-policier et un ex-alcoolique qui a décidé de travailler tout seul pour enquêter sur les affaires dont personne ne veut, plus généralement quand ces affaires touchent au surnaturel. À ce titre les journaux londoniens le qualifient volontiers de charlatan et d'imposteur. Malgré cela, Scotland Yard n'hésite plus à lui adresser la plupart de ses futurs clients.
Pour l'embaucher, il suffit d'aller à Londres, au numéro 7 de Craven Road, et de le payer à hauteur de cent livres sterling par jour, frais exclus (à ce propos, Dylan, qui combat pourtant les horreurs de ce monde, a un côté capitaliste non négligeable : dans les premiers épisodes, son tarif était de 50 livres par jour). Au cours de ses aventures, sanglantes mais aussi poétiques et mélancoliques, Dylan a combattu des vampires, des loups-garous et des fantômes sans oublier des monstres bien plus dangereux et déloyaux : les violences domestiques, le racisme, l'indifférence, la soif de pouvoir, l'ennui. Quelques-unes de ses aventures ont marqué de façon indélébile la mémoire des lecteurs et ont été considérées parmi les meilleures histoires en bandes dessinées qui n'aient jamais été écrites en Italie. Ah, si tu es une pauvre jeune fille sans protection, prends garde aux grands yeux bleus et au charme ténébreux de Dylan: c'est un irrésistible tombeur de femmes qui, chaque mois, fait de nouvelles conquêtes.[non neutre]
Outre les femmes, dont certaines l'ont marqué à vie, Dylan a quelques obsessions récurrentes depuis maintenant presque 250 épisodes: il écoute du heavy metal, adore les films d'horreur et les pizzas (sans viande car il est végétarien). Au niveau du vêtement, il est parfois soupçonné de ne jamais se changer. En effet, il est toujours vêtu, été comme hiver, d'une chemise rouge, d'une veste noire, d'un jean bleu et d'une paire de clarks marron. En réalité, il possède une réserve presque inépuisable de vêtements tous identiques, même s'il lui arrive de se lamenter parce que sa chemise préférée est trouée ou salie par une tache de sang…
Autres habitudes: construire le modèle réduit d'un galion, toujours le même, qu'il n'arrive pas à terminer depuis 20 ans. Dès qu'il touche au but, il se passe toujours quelque chose qui détruit son travail et l'oblige à tout recommencer. Ce galion a un lien étroit avec le mystérieux passé de Dylan, et l'on comprend au cours de certains épisode que sa vie prendra fin lorsqu'il aura assemblé toutes les petites pièces de bois.
Dylan joue aussi (mais très mal) de la clarinette. Toujours le même morceau : la sonate des trilles du Diable de Giuseppe Tartini.
Il conduit une Volkswagen Coccinelle blanche immatriculée DYD 666 à laquelle il est très attaché.
Son expression exclamative récurrente est "Giuda ballerino" (littéralement : "Judas danseur").
Dylan semble souffrir de vertige et de quelques cinétoses (mal de mer, mal de l'air).
Encore une particularité : Dylan possède un « cinquième sens et demi », qui le tarabuste lorsque le paranormal se mêle à la vie réelle.
On note que Rupert Everett et Tiziano Sclavi ont travaillé ensemble en 1994 (sortie 1995 en France) sur le film Dellamorte Dellamore, inspiré d'un roman de ce dernier et où l'atmosphère du film n'est pas sans rappeler les aventures de Dylan Dog. Rupert Everett y portait le costume de Dylan Dog, mais interprétait un personnage différent, le fossoyeur Francesco Dellamorte. Il existe par ailleurs un épisode de la bande dessinée, Orrore nero (hors-série no 3, sorti en 1989), où Dylan Dog et Francesco Dellamorte se rencontrent.

## Qui sont ses amis?
Son assistant à tout faire est un étrange type avec les traits de Groucho Marx, qui ouvre la porte aux clients et les submerge de boutades, de plaisanteries et de blagues. Extrêmement bavard, Groucho assure chaque mois aux lecteurs une bonne dose d'humour et il est un allié irremplaçable de Dylan, bien que ce dernier menace régulièrement de le licencier lorsque ses blagues stupides l'exaspèrent. Cela dit, on imagine mal comment Dylan pourrait se passer de lui. En effet, Groucho est un soutien moral inconditionnel surtout lorsque Dylan Dog a le cœur brisé par une femme (ce qui arrive presque à chaque nouvel épisode), c'est aussi lui qui prépare le thé pour les clients du détective, et qui lui lance son revolver dans les situations critiques.
Il y a aussi l'inspecteur Bloch de Scotland Yard (dont les traits son inspirés de l'acteur britannique Robert Morley), un ex-supérieur de Dylan, toujours à deux doigts de la retraite; Bloch est très attaché à Dylan et, très souvent, il l'a aidé dans ses mésaventures (par exemple, sortir de la prison). Régulièrement, Dylan lui demande des informations sur les affaires en cours à Scotland Yard. La réponse de Bloch est invariablement "non!!!", sous prétexte que les activités de Dylan mettent sa retraite en danger, mais il finit toujours par céder, au nom de l'amitié.
Bloch a un assistant, Jenkins, le "bobbie" le plus stupide de Scotland Yard (et sûrement d'Angleterre). À chaque bourde, Bloch le menace de l'envoyer diriger la circulation. Lorsqu'il met sa menace à exécution, c'est le chaos dans les rues de la capitale anglaise.
Dylan Dog a un certain nombre d'autres amis qui apparaissent de façon irrégulière. Parmi eux, on trouve entre autres :
- Lord H.G. Wells, sorte de savant fou (dans le sens positif du terme). C'est l'inventeur du "bad detector" qui permet de mesurer les ondes malveillantes d'un lieu. Il apparaît pour la première fois dans l'album 5 "gli uccisori" (les tueurs). On le retrouve par la suite dans un certain nombre d'histoires. Groucho le déteste car Lord H.G. Wells le traite de "majordome". Son nom est porté en hommage à l'auteur britannique Herbert George Wells et ses traits son inspirés de ceux de l'acteur David Niven.
- Madame Trelkowsky est une vieille médium, très attachée à Dylan. Il fait souvent appel à elle pour percevoir des messages de l'"autre monde". Elle a parfois aussi joué un rôle important lorsque c'est Dylan lui-même qui disparaissait. Elle reçoit souvent chez elles ses amies Glenda et Dora pour des séances de spiritisme endiablées. Le personnage de Madame Trelkowsky semble inspiré de la médium russe du XIXe siècle Helena Petrovna Blavatsky. On la retrouve entre autres dans les albums 143 et 206.
- Lord Chester est un criminel incarcéré à l'hôpital psychiatrique de Harlech, dans lequel Dylan a eu maintes fois l'occasion de se rendre au cours de ses enquêtes. Lord Chester a l'habitude de saluer ses amis en leur sautant dessus et en tentant de les étrangler, mais Dylan a beaucoup de sympathie pour lui. Il apparaît par exemple dans les épisodes 76 ou encore 109.

## Qui sont ses ennemis?
Dylan n'a pas beaucoup d'ennemis qui reviennent : là où il y a une horreur surnaturelle à vaincre, vous pouvez parier qu'il y sera. Il faut quand même signaler, au moins, la squelettique figure encapuchonnée de la Mort (qui ressemble à celle du Septième sceau d'Ingmar Bergman) et le docteur Xabaras (albums 1, 25, 43 et 100, 241 et 242), savant fou qui cherche l'immortalité et duquel Dylan a découvert être le fils. Xabaras est l'anagramme du démon Abraxas.
On peut aussi retenir l'horrible Killex (albums 80 et 129), nettement inspiré d'Hannibal Lecter.
Dans le fond, le pire ennemi de Dylan est peut-être lui-même. Son attrait pour l'ensemble de la gent féminine lui joue parfois de mauvais tours : l'habit ne fait pas le moine, et celles qui finissent dans son lit jouent parfois les mantes-religieuses.
D'autre part, Dylan a un certain nombre de phobies : les chauve-souris (même lui n'est pas infaillible), les avions (c'est pratique quand on habite sur une île) et le vide..

## Publications originales (Italie)
La majeure partie des albums n'ont pas été édités en France. Les titres des épisodes sont donc indiqués en Italien, avec la traduction française entre parenthèses, ainsi que les références de l'édition française pour les albums concernés.

## Publications en français
Si les éditions Lug et Hors Collection comportaient une histoire par album, les éditions Glénat, dans leur collection "2 Heures 1/2", optaient pour la compilation de trois épisodes par album, portant le titre d'un seul des trois récits. Enfin, deux récits classiques tirés de la série mensuelle ont été réunis dans un seul et même album par la branche française de Panini dans sa collection "100% Fusion Comics" en 2013.

### Éditions Glénat
- 1 L'aube des morts vivants, Glénat, col. « 2 heures 1/2 »,  (ISBN 2-7234-1547-3), mai 1993
Scénario : Tiziano Sclavi - Dessin : Angelo Stano
- 2 Mémoire de l'invisible, Glénat, col. « 2 heures 1/2 »,  (ISBN 2-7234-1653-4), août 1993
Scénario : Tiziano Sclavi - Dessin : Giampiero Casertano
- 3 L'alfa et l'oméga, Glénat, col. « 2 heures 1/2 »,  (ISBN 2-7234-1676-3), novembre 1993
Scénario : Tiziano Sclavi - Dessin : Corrado Roi
- 4  Cagliostro, Glénat, col. « 2 heures 1/2 »,  (ISBN 2-7234-1709-3), janvier 1994
Scénario : Tiziano Sclavi - Dessin : Luigi Piccatto
- 5 Canal 666, Glénat, col. « 2 heures 1/2 »,  (ISBN 2-7234-1774-3), juillet 1994
Scénario : Tiziano Sclavi - Dessin : Carlo Ambrosini
- 6 ZED, Glénat, col. « 2 heures 1/2 »,  (ISBN 2-7234-1782-4), janvier 1995
Scénario : Tiziano Sclavi - Dessin : Bruno Brindisi

### Éditions "Hors-Collection"
En 2001-2002, Quatre albums sont parus en France aux éditions Hors Collection. Ils reprennent des récits parus dans le trimestriel italien Dylan Dog Super Book :
- 1 - Le Jour du Jugement (Il Giorno del Giudizio - Dylan Dog Super Book no 6)[7]
- 2 - La maison double (L'Inquilino del terzo piano - Dylan Dog Super Book no 9)
- 3 - Angoisse (Angoscia - Dylan Dog Super Book no 38)
- 4 - Coup de lune (Falce di Luna - Dylan Dog Super Book no 14)

### Éditions Panini
En 2010, Bonelli confie la gestion de ses droits internationaux à Panini,. Deux albums de Dylan Dog en français paraîtront ainsi en 2013 chez Panini Comics, reprenant des récits parus dans la série mensuelle et dans la série en couleurs Dylan Dog Color Fest.
- 1 - L'aube des Morts-Vivants [Dylan Dog no 1 - l'alba dei morti viventi + Dylan Dog no 2 - Jack lo Squartatore (Jack l'éventreur), 1986), paru en février 2013.
- 2 - La Planète des Morts[10], [reprend la couverture (par Tanino Liberatore) et le sommaire de Dylan Dog Color Fest no 2 (2008) : La planète des morts (Il pianeta dei morti); Videokiller (idem); Le magicien des affaires (Il mago degli affari); L'enfer sur Terre (L'inferno in Terra)]

En Italie, La Planète des Morts est depuis devenue une série dérivée mettant en scène une version alternative et plus âgée de Dylan Dog, vivant comme le titre l'indique dans un monde où les zombies coexistent avec les vivants. La série est passée de Dylan Dog Color Fest à Dylan Dog Gigante, puis à Dylan Dog Speciale, où elle paraît régulièrement depuis 2015. La suite de l'histoire reste inédite en France.

### Éditions Mosquito
Entre 2015 et 2017, trois albums de Dylan Dog en grand format franco-belge cartonné sont parus aux éditions Mosquito, sous licence de Panini. Il s'agit de récits illustrés par Nicola Mari, tirés aussi bien du titre mensuel que des séries dérivées.
À partir de 2019, des albums illustrés par d'autres dessinateurs suivent.
- 1 - Statue Vivante (La statua di carne - Dylan Dog Gigante no 17 - 2008), paru en octobre 2015.
- 2 - La Sorcière de Brentford (La strega di Brentford - Dylan Dog no 194, octobre 2002), paru en mai 2016.
- 3 - Goliath (idem - Speciale Dylan Dog no 13, octobre 1999), paru en mai 2017.
- 4 - Berceuse macabre (La ninna nanna dell'ultima notte - Dylan Dog no 367, 2017), par Barbara Baraldi et Corrado Roi, paru en avril 2019.
- 5 - Le point de vue des zombies (Il libro impossibile - Dylan Dog presenta: I racconti di domani no 1 - 2019), par Tiziano Sclavi et Gigi Cavenago, paru en août 2020.
- 6 - L'aube noire (L'alba nera - Dylan Dog no 401, 2020), par Roberto Recchioni et Corrado Roi, paru en avril 2021.
- 7 - Le Crépuscule rouge (Il tramonto rosso - Dylan Dog no 402, 2020), par Roberto Recchioni et Corrado Roi, paru en mai 2021.

## Adaptations au cinéma
- Dellamorte Dellamore, 1994;
- Dylan Dog, 2011.

## Anecdotes
- Dylan Dog tient son prénom en hommage au poète Dylan Thomas.
- L'auteur Italien Umberto Eco a déclaré : « Je peux lire la Bible, Homère ou Dylan Dog pendant des jours et des jours sans me lasser[12]. » Tiziano Sclavi rend hommage à Umberto Eco dans le no 136, Lassù qualcuno ci chiama, où le fameux sémiologue italien apparaît sous les traits du « professeur Humbert Coe ».
- Beaucoup de fans vont visiter le no 7 de Craven Road à Londres. Il existe plusieurs rues de ce nom et la maison éditrice est régulièrement submergée de photos de la mythique porte de Dylan. En réalité l'adresse de Dylan a été choisie en référence au réalisateur Wes Craven.
- Dylan Dog est le deuxième fumetto le plus vendu en Italie, tout juste après Tex et devant Julia et Nathan Never, avec une moyenne de 100 000 exemplaires vendus par mois [13]. Chaque mensuel existe en une première édition et deux rééditions. Chaque mois il s'en écoule plus d'un million d'exemplaires. Les premiers numéros de la série, en première édition, peuvent atteindre les 200 euros chez les collectionneurs.
- Le film Dylan Dog : Dead of Night est sorti depuis 2010 en BluRay, version avec bande-son en anglais et en italien, pas de version française actuellement. Acteurs : Brandon Routh, Sam Huntington, Anita Briem.